# Kultur Lige

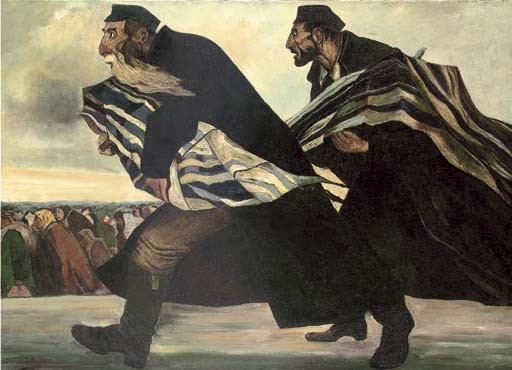
Pogrom par Isaachar Ryback.

La Kultur Lige (Ligue de la Culture) est une organisation juive laïque dont le but était de promouvoir l'éducation, la littérature, le théâtre et la culture en yiddish. Créée à Kiev en 1918 durant la brève existence de Rada centrale, elle s'est étendue ensuite à une centaine de localités en Ukraine, puis en Pologne et dans d'autres pays.

## Naissance de l'organisation

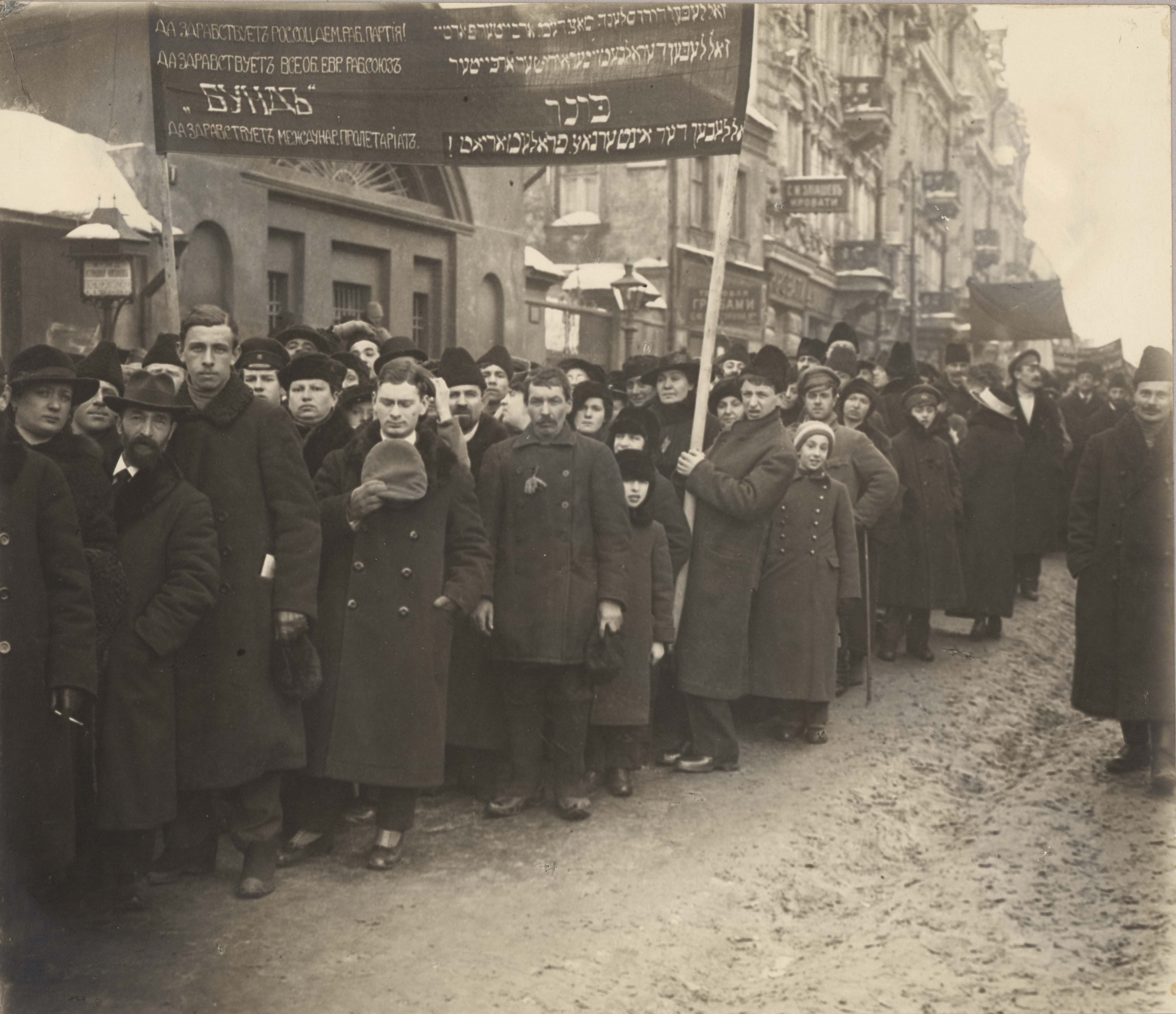
Manifestation de la Bund, 1917.

À ses débuts, la Ligue, portée par une coalition des partis socialistes juifs (Bund), des sionistes (Poale-Zion) de gauche et des folkistes, est soutenue par la Rada centrale ukrainienne qui milite pour une Ukraine indépendante et garantit des droits aux minorités ethniques d’Ukraine, et notamment à la minorité juive. Kiev est alors un des centres les plus dynamiques de la culture yiddish, amplifié par le fait que s’y réfugient les intellectuels de Varsovie et Wilno, villes occupés par les Allemands.
Ses principaux organes administratifs - un comité central et un bureau exécutif - sont créés lors de la conférence fondatrice en avril 1918. Moïse Zilberfarb (ru), le premier ministre juif du gouvernement de la Rada, est élu à la tête du bureau exécutif tandis que d'éminentes personnalités issues de l’intelligentsia juive qui lutte pour une culture yiddish laïque entrent dans les structures. Il s'agit notamment de David Bergelson, Nakhmen Mayzel et Yekhezkl Dobrushin.
La Kultur Lige a comme ambition de faire accéder la population juive aux lumières du savoir et de l’art en créant des universités populaires, des bibliothèques, des lycées, des cercles d’art dramatique, des chœurs, etc. Elle a ses propres éditions en yiddish et organise diverses activités, notamment des représentations théâtrales, des récitals de poésie et des concerts en yiddish.
Le manifeste du groupe, publié en novembre 1919, déclare :
« Le but de la Kultur Lige est d'aider à créer une nouvelle culture laïque yiddish dans la langue yiddish, sous des formes nationales juives, avec les forces vives des larges masses juives, dans un esprit d'ouvrier et en harmonie avec leurs idéaux du futur. »
Il énumère également les « trois piliers » de la Kultur Lige : éducation yiddish pour le peuple, littérature yiddish et art juif.
Dès le début, la Kultur Lige est l’organe du ministère des Affaires juives, concernant la culture. Lorsque celui-ci est aboli, au printemps 1918, la Kultur Lige devient l’organe représentatif de l’autonomie juive en Ukraine. Elle dépasse donc le cadre d'une simple association culturelle. En tant qu'organisation inter-partis (socialistes, sionistes…), elle joue également un important rôle social et politique.

## Une organisation reprise par les bolcheviques en Ukraine

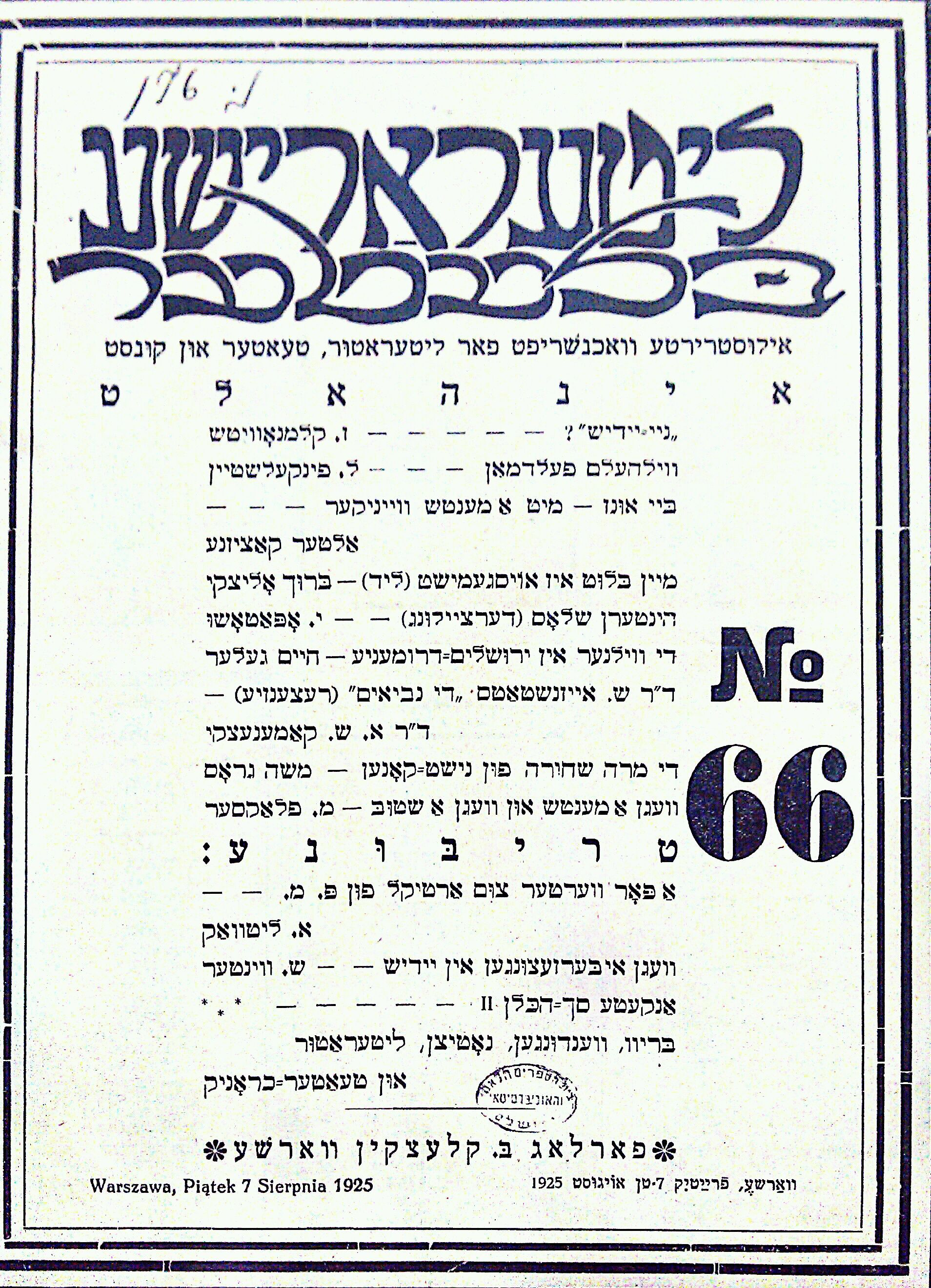
Literarishe bleter

Indépendante de 1918 à 1920, la Ligue devient un instrument de propagande du communisme parmi les Juifs.
En 1919, les membres du groupe, Victor Alter et Henryk Berlewi, organisent une grande exposition d'art juif polonais à Białystok sous le nom de Première exposition de peinture et de sculpture juives. L'exposition est destinée à la communauté juive de langue yiddish, ainsi qu'aux travailleurs polonais de la ville. Au cours de la même année, l'organisation aide à parrainer soixante-trois écoles yiddish, cinquante-quatre bibliothèques et de nombreuses autres institutions culturelles et éducatives. En avril 1920, la Kultur Lige organise à Kiev la première et seule exposition d’art juif. Parmi les onze participants, il y a Lissitzky, Tchaïkov (ru), Tychler (ru), Chifrine (ru).
Mais à la fin de la même année, la section de Kiev de l'organisation est noyautée par les bolcheviks et par la section juive du parti communiste soviétique, Yevsektsia, et intégrée à la bureaucratie de l'État soviétique. Ses presses à imprimer lui sont retirées, aucun document n'est alors plus publié et son comité de direction est dissous de force.
En 1924, toutes les institutions d'éducation de la Kultur Lige sont placées sous l’égide du Narkompros, Commissariat du peuple à l’éducation, dirigé par Anatoli Lounatcharski. L'organisation de la Kultur Lige vivote en Union soviétique sous les auspices de la Yevsektsia en tant que maison d'édition, se concentrant principalement sur les manuels scolaires yiddish pour les enfants. Elle est fermée en 1930.

## En Pologne
Dès lors, c'est la section de Varsovie qui devient le principal centre de l'organisation. En Pologne, la Ligue ouvre également des bureaux dans d'autres villes comme Wilno et Łódź. En 1924, elle commence à publier le magazine Literarishe Bleter, sur le modèle de la revue polonaise Wiadomości Literackie (Nouvelles littéraires). Le périodique devient rapidement le principal forum de discussions de l'intelligentsia yiddish sur des sujets d'art, de littérature et de théâtre. Melech Ravitch, Peretz Markish, Israel Joshua Singer et Nakhmen Mayzel éditent et publient le nouveau périodique à leurs propres frais. Malgré le succès, le comité de rédaction ne dure pas plus d'un an. En mars 1925, le périodique devient partie de la maison d'édition de Boris Kletzkin et Nakhmen Mayzel son rédacteur en chef. Pour augmenter la diffusion, il prend contact avec l'Institut YIVO à Wilno et la section du Yiddish PEN club à Varsovie.

## Les artistes

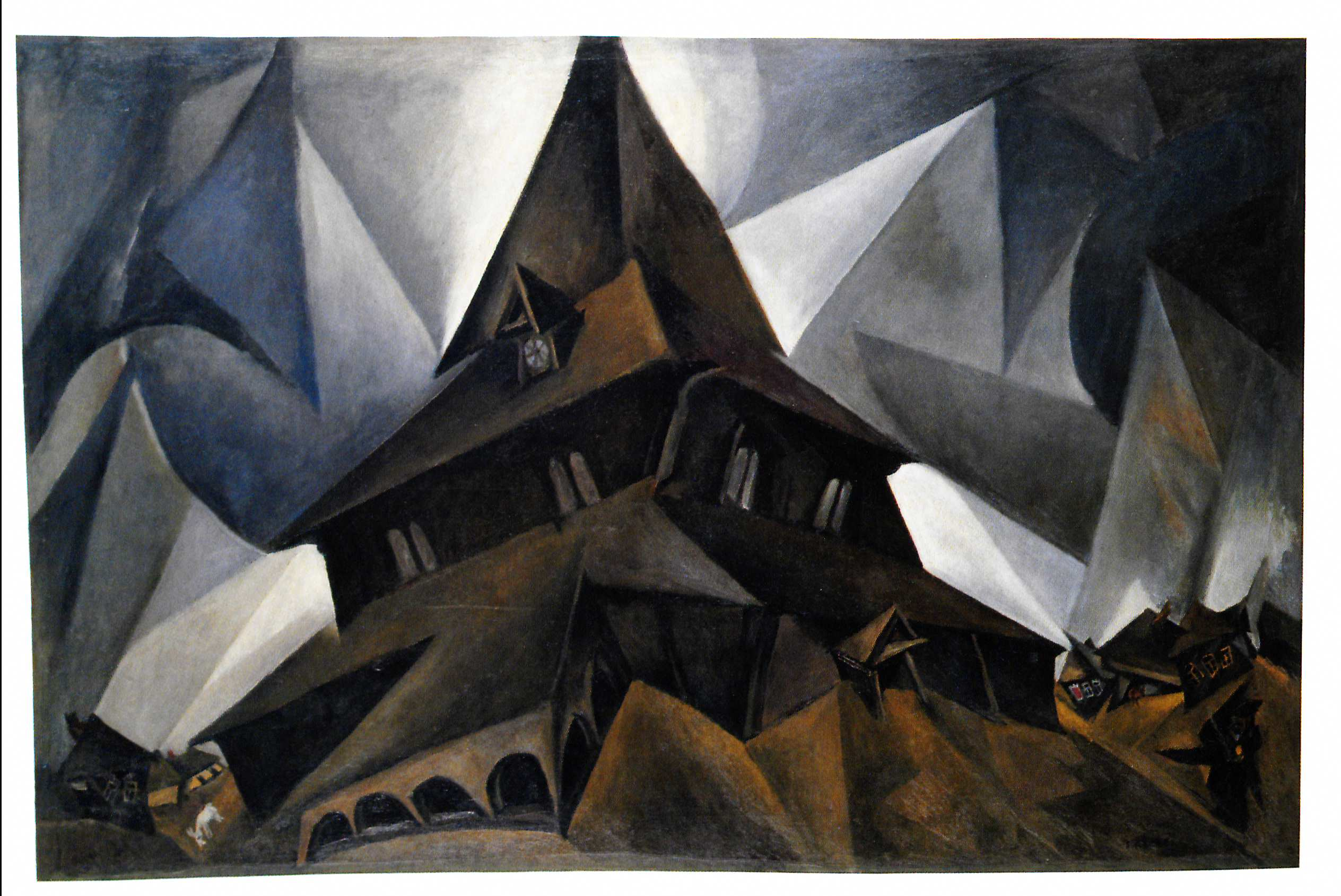
Isaachar Ryback, La vieille synagogue, 1917

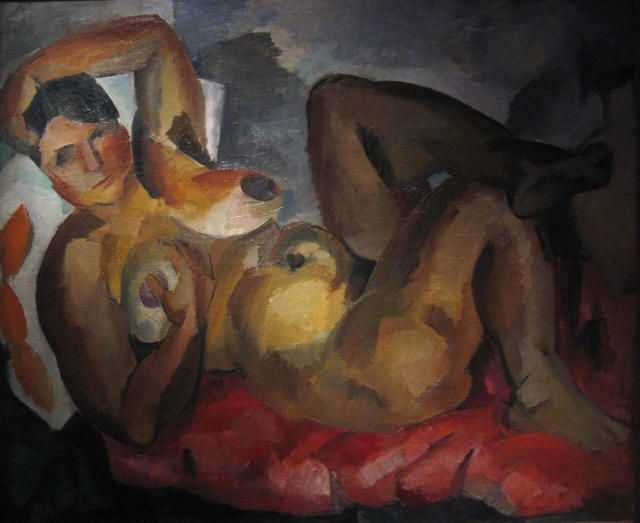
Robert Falk, Nu, 1916.

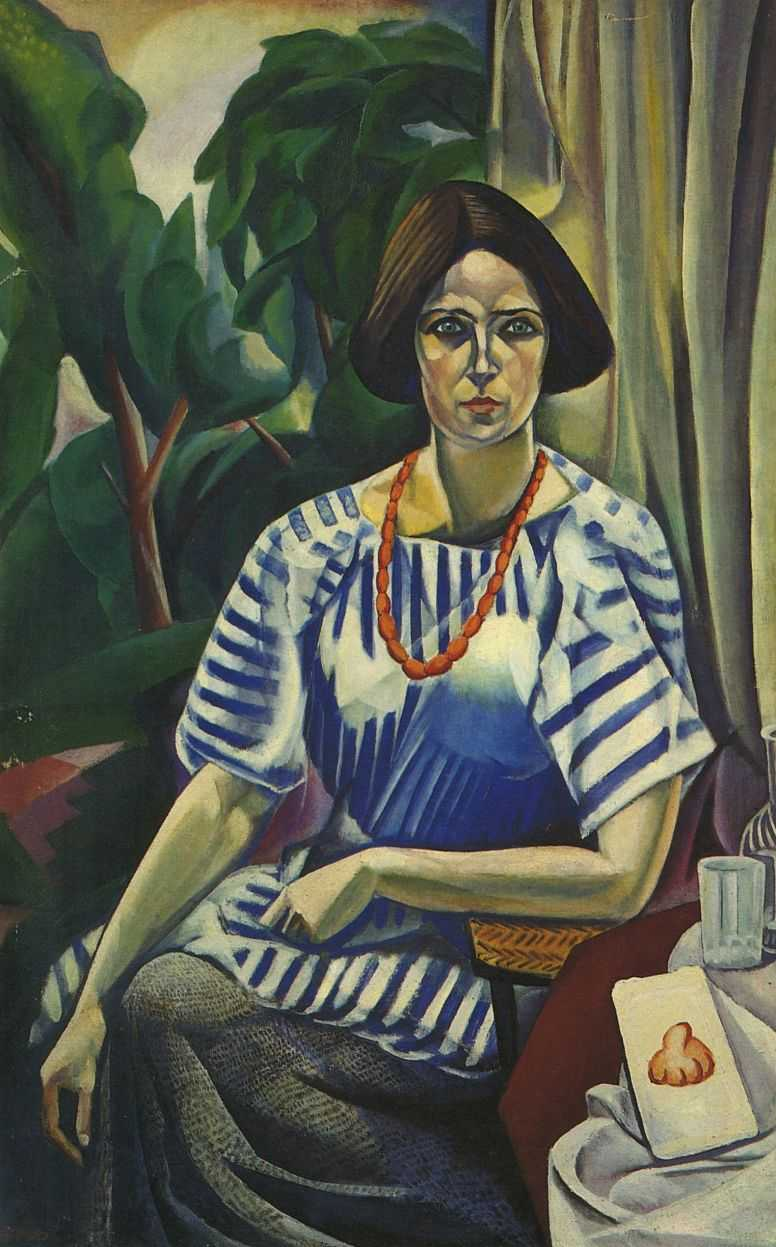
David Chterenberg, Portrait d'Ella, 1916.

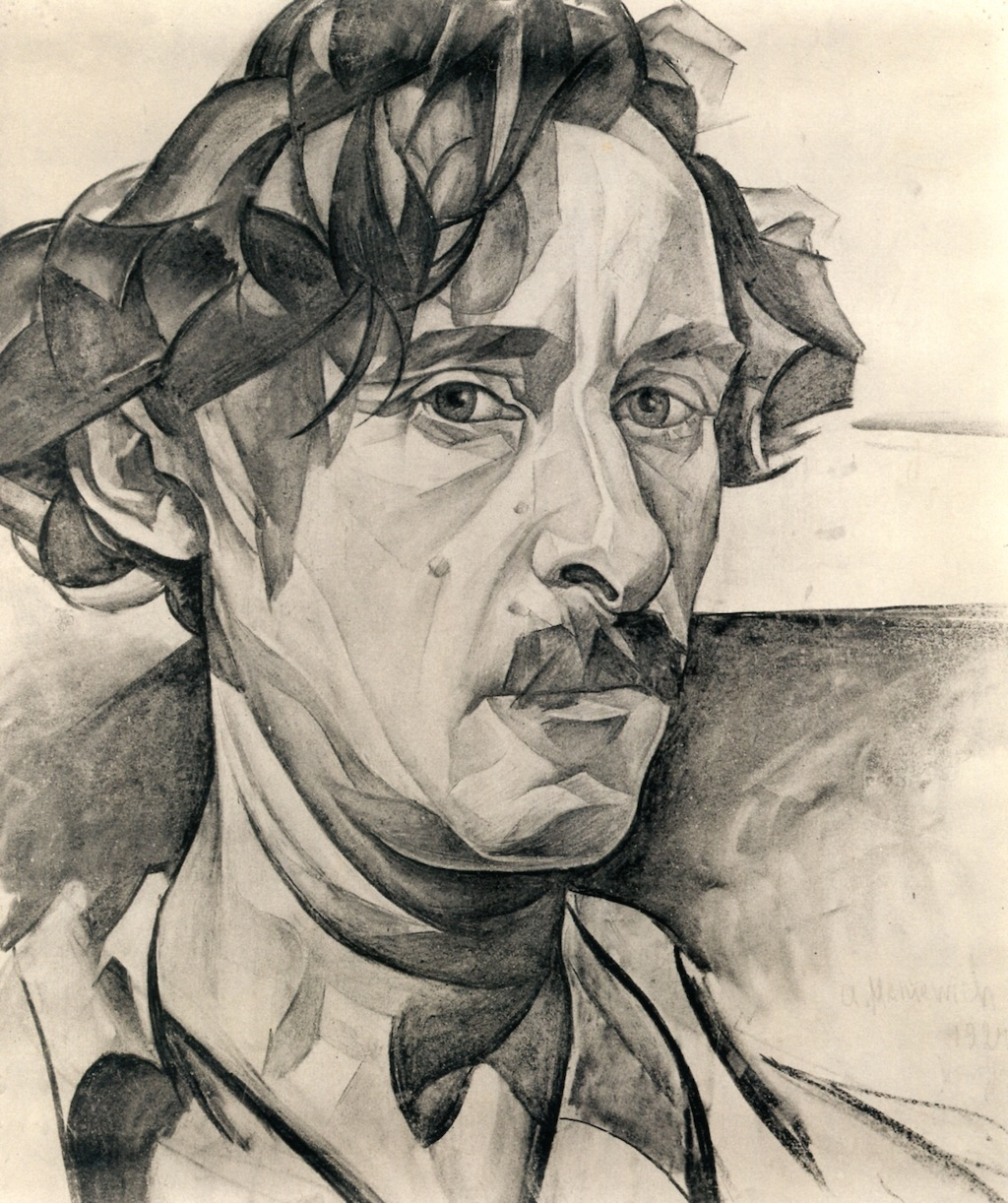
Abraham Manievitch, Autoportrait, 1924.

Parmi les membres notables de l'organisation, on compte le scénographe Boris Aronson (qui a ensuite travaillé sur Broadway), l'artiste et architecte Eliezer Lissitzky, l'écrivain David Bergelson, les sculpteurs Joseph Tchaïkov et Max Kaganovitch, l'écrivain Peretz Markish, le poète David Hofstein, les peintres Isaachar Ryback, Aleksandr Tychler, Solomon Nykritine, Nisson Chifrine, Youdel Yoffe et Isaac Païles. Bergelson, Markish et Hofstein ont ensuite été exécutés sur ordre de Joseph Staline lors de la Nuit des poètes assassinés, en 1952.
Dans leur texte-manifeste de 1919 Oyfgang, Isaachar Ryback et Boris Aronson rejettent le réalisme et les scènes de genre « à la juive ». S'ils acceptaient le primitivisme des formes populaires et le futurisme, ils se distancient par rapport à l'abstraction car « l’artiste juif moderne ne peut pas révéler des émotions vivantes avec une telle forme ». La position de Ryback et d'Aronson est proche de celle de l’école juive de Paris. En revanche, des artistes comme Lissitzky essayent de développer une forme de modernisme typiquement juive dans laquelle les formes abstraites seraient utilisées comme moyen d'exprimer et de diffuser la culture populaire. Il se tourne, déjà à Kiev, vers le cubofuturisme à la limite de l’abstraction et en 1920, il est à Vitebsk aux côtés de Malévitch.
Parmi les peintres, on compte Natan Altman, Mark Epstein, Arthur Kolnik, Alexandre Labas, Eliezer Lissitski, Abraham Manievitch, Solomon Nikritine, Isaac Rabinovitch, Isaachar Ryback, Robert Falk, Joseph Tchaïkov, Marc Chagall, David Chterenberg, Sarah Shor. Ces artistes présentent une unité de style, à la frontière entre la tendance à l'abstraction des avant-gardes et la représentation de la vie de la communauté juive, soulignée dans un catalogue qui leur est dédié en 2007.